# John Owen (Theologe)

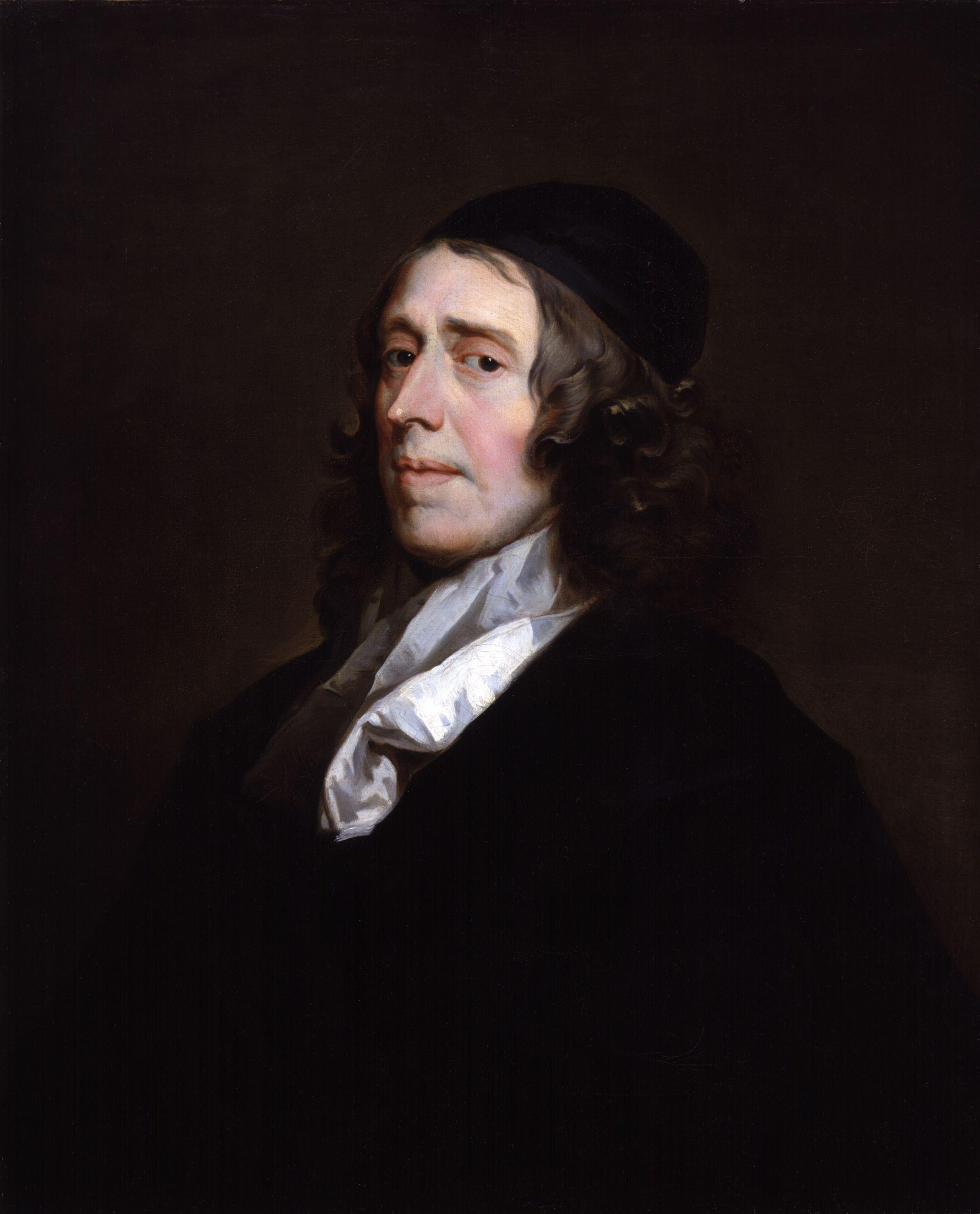
John Owen, Porträt von John Greenhill († 1676)

John Owen (* 1616 in Stadhampton, Oxfordshire, England; † 24. August 1683 in Ealing) war ein kongregationalistischer Pfarrer und Theologe walisischer Abstammung während der Regierungszeit Oliver Cromwells. Er wird dem radikalen Puritanismus zugerechnet.

## Leben und Wirken
John Owen wurde als Sohn eines walisischen Pfarrers geboren. Am 4. November 1631 schrieb er sich am Queen’s College in Oxford für das Studium ein. Er beschäftigte sich mit Altphilologie, Mathematik, Philosophie, Theologie und dem Hebräischen und erlangte 1635 den Titel eines Magister artium. Erst 1653 erlangte er den Doktorgrad in Theologie. 
Mehrmals musste Owen Oxford verlassen. Zum ersten Mal geschah dies 1637, als er sich den neuen Statuten des Erzbischofs von Canterbury, William Laud, nicht beugen wollte und daher fliehen musste. In der Folge wirkte er als Hausgeistlicher und Lehrer. Diese Anstellung verlor er, als er sich bei Ausbruch des Bürgerkriegs 1642 auf die Seite des Parlaments stellte. Seine Haltung brachte ihn gleichzeitig um das Erbe seines walisischen Onkels, welcher treu zum König hielt. Owen geriet in eine geistliche Krise, von der er sich zurückgezogen in Charterhouse Yard (London) erholte. 
1643 veröffentlichte Owen die streng calvinistisch geprägte Abhandlung The Display of Arminianism, die ihm die Türen für die Pfarrstelle in Fordham (Essex) öffnete. Bis 1646 widmete er sich überwiegend der Gemeindearbeit in Fordham. 
Während Owen sich in The Duty of Pastors and People Distinguished, geschrieben während seiner Zeit in Fordham, noch für eine presbyterianische Kirchenverfassung aussprach, brach er nach einem gründlichen Studium der Geschichte des Frühchristentums mit dieser Haltung und wandte sich einem gemäßigten Independentismus bzw. Kongregationalismus zu. Seine veränderte Sicht wurde zuerst deutlich in einer Predigt, die er am 29. April 1646 vor dem „Langen Parlament“ hielt. Ausführlicher legte er sie in Country Essay for the Practise of Church Government dar.
1646 trat Owen eine Pfarrstelle in Coggeshall (Essex) an. Die dortige Gemeinde organisierte er ganz nach kongregationalistischen Prinzipien. Diese Prinzipien erläuterte er 1648 in der Abhandlung Esheol; or the Rules of Direction for the Walking of the Saints in Fellowship. 
In diese Zeit fällt die Belagerung des nahe gelegenen Colchester durch Thomas Fairfax, während der eine Freundschaft zwischen Owen und Fairfax entstand. Auf Fairfax Bitten predigte Owen auch in Gottesdiensten der Armee. Er wurde ausgewählt, am Tag der Hinrichtung von Karl I. im Parlament zu predigen, und meisterte diese Aufgabe, ohne direkt auf das Ereignis einzugehen. Durch diese Predigt kam er auch mit Oliver Cromwell in Kontakt, den er in den Jahren 1649 bis 1651 bei dessen Feldzügen nach Irland und Schottland als Kaplan begleitete. 
Danach kehrte Owen nach Oxford zurück. 1651 wurde er Dekan von Christ Church in Oxford. Für kurze Zeit vertrat er von 1651 an die Universität Oxford als Abgeordneter im Parlament. 1652 wurde er von Cromwell als Vizekanzler der Universität Oxford eingesetzt und blieb in dieser Position bis 1658. 
Cromwell suchte Owens Rat in der Frage der Errichtung einer pluralistischen Staatskirche. 1654 wurde er als Berater zur Beilegung von Meinungsverschiedenheiten in der schottischen Kirche konsultiert. Außerdem war er in offizieller Mission mit dem  Protestantismus in Irland befasst. Darüber hinaus war Owen maßgeblich an der Erarbeitung der independentistischen Savoy-Erklärung von 1658 beteiligt, einer abgewandelten Fassung des Bekenntnisses von Westminster. 
Nach der Stuart-Restauration 1660 war Owen erneut gezwungen, Oxford zu verlassen. Als 1662 2000 Pfarrer ihrer Ämter enthoben wurden, trat Owen für die Rechte dieser verfolgten Nonkonformisten ein. Ein ihm von Karl II. angebotenes Bischofsamt lehnte er ab. In der Folge blieb er ohne Amt, war aber weiterhin als Autor und als Prediger an einer bedeutenden kongregationalistischen Kirche in der Leadenhall Street in London aktiv, wo er 1682 Unterstützung von David Clarkson erhielt.
Die 1644 geschlossene Ehe John Owens mit Mary Rooke († 1675) brachte elf Kinder hervor, von denen zehn bereits im Kleinkindalter verstarben. Lediglich eine Tochter erreichte das Erwachsenenalter, verstarb jedoch schon bald nach ihrer Heirat an Tuberkulose.

## Leistungen
Owen war ein ausgesprochen produktiver theologischer Autor. Durch seine Veröffentlichungen zu Fragen der Kirchenverfassung, in denen er die Unabhängigkeit einzelner Kirchengemeinden voneinander und von jeder staatlichen und kirchlichen Obrigkeit betonte, wurde er zur führenden Persönlichkeit des Kongregationalismus bzw. Independentismus. 
Die Werke Owens werden in England und Amerika bis heute verlegt und gelesen. Erste deutsche Übersetzungen erfolgten durch Bernardus Ancumanus.

## Werke
- The Works. Edited by William H. Goold. 16 Bände. Johnstone & Hunter, London/Edinburgh 1850–1853; Reprint: Banner of Truth Trust, London 1965–1968, ISBN 0-85-151392-1.

Auf Deutsch erschienen:
- Leben durch Seinen Tod. Das Sühnopfer Christi im Licht der Bibel (Originaltitel: The Death of Death in the Death of Christ). Bearb. von H. J. Appleby. Reformatorischer Verlag Beese, Hamburg 1995, ISBN 978-3-928936-06-4.
- Die Gefahr des Abfallens (Originaltitel: Apostasy from the Gospel). Für den heutigen Leser von R. J. K. Law gekürzt und vereinfacht. 3L, Waldems-Esch 2010, ISBN 978-3-935188-96-8.
- Die Herrlichkeit Christi: Köstlicher als Gold (Originaltitel: The Glory of Christ). Gekürzt und stilistisch vereinfacht von R. J. K. Law. Überarbeitete Neuauflage. 3L, Waldems-Esch 2013, ISBN 978-3-935188-30-2.
- Der Heilige Geist (Originaltitel: The Holy Spirit). Gekürzt und zu einer besseren Lesbarkeit überarbeitet von R. J. K. Law. Sola Gratia Medien, Siegen 2021, ISBN 978-3-948475-17-8.
- Nichts kann uns aus Gottes Hand reißen. Eine Darlegung und Bestätigung der Lehre von der Beharrung der Heiligen (Originaltitel: Christians are Forever). 3L, Waldems-Esch 2023, ISBN 978-3-944799-57-5.
- Von der Abtötung der Sünde. Eine puritanische Sichtweise, wie man mit der Sünde in seinem Leben umgehen lernt (Originaltitel: Mortification of Sin). 3L, Waldems-Esch 2017, ISBN 978-3-941988-78-1.